# Tricloreto de arsênio
Tricloreto de arsênio é o composto químico com a fórmula AsCl3. Este líquido incolor é um reagente de partida para a síntese de compostos organoarsênicos, tais como a trifenilarsina.
É preparado pelo tratamento de óxido de arsênio (III) com ácido clorídrico concentrado seguido por destilação:
As2O3 +  6 HCl  →  2 AsCl3  + 3 H2O
Assim, em contraste com o PCl3, este composto tem crescente estabilidade na presença de água acidificada. Através de uma redistribuição com As2O3 e AsCl3 resúlta o polímero linear AsOCl. Com fontes de cloreto, AsCl3, forma sais contendo o ânion [AsCl4]−.